# يان نيلسون (موسيقي)
يان نيلسون (بالإنجليزية: Ian Nelson)‏ هو موسيقي بريطاني، ولد في 23 أبريل 1956، وتوفي في 23 أبريل 2006.